# Maximilian Daublebsky von Sterneck
Maximilian Daublebsky Freiherr von Sterneck zu Ehrenstein (14 de febrero de 1829 - 5 de diciembre de 1897) fue un almirante austriaco quien sirvió como el comandante en jefe de la armada austrohúngara desde 1883 hasta su muerte.

## Biografía

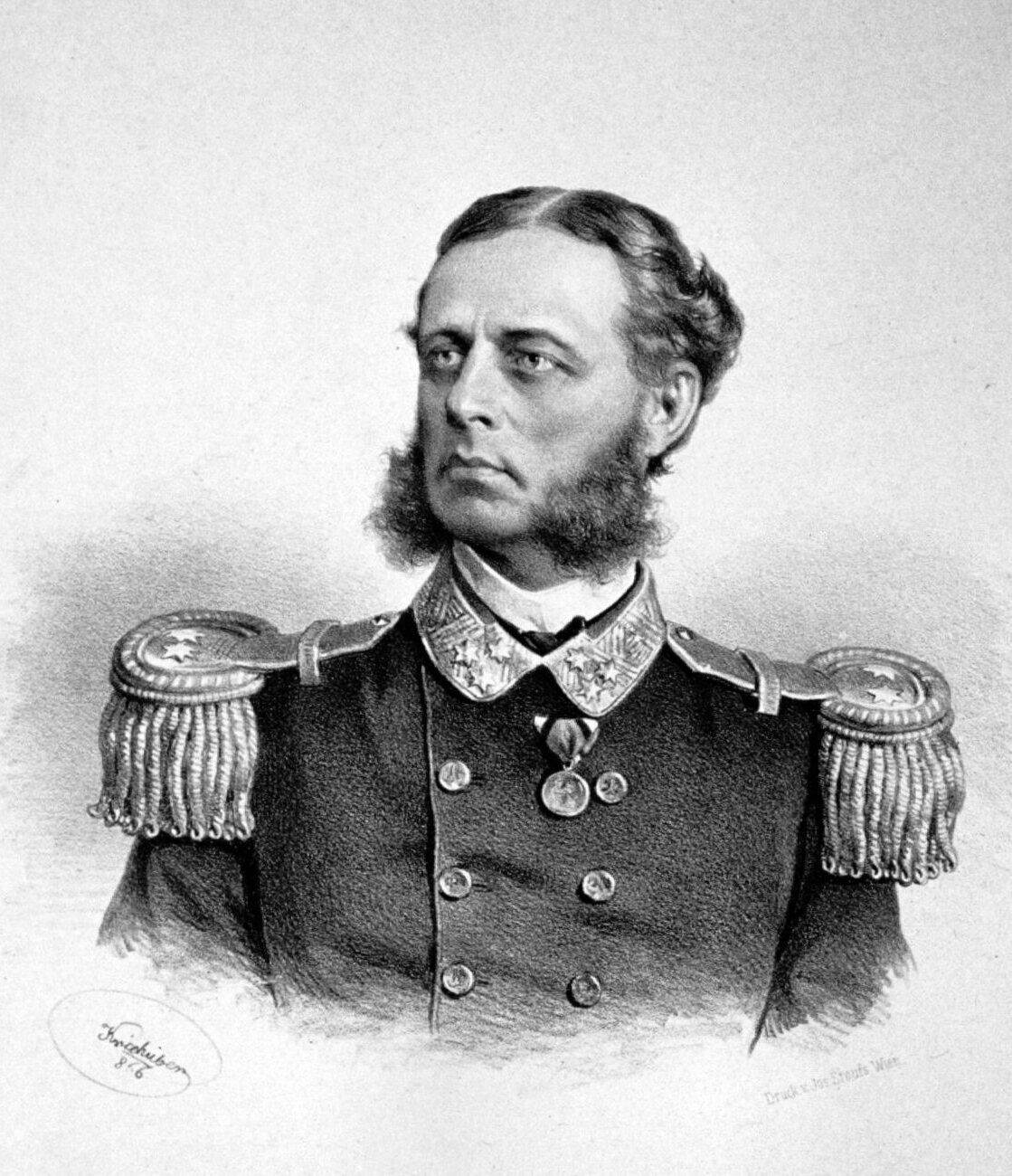
Maximilian en litografía de Josef Kriehuber, 1866.

Nació en Klagenfurt, en una familia proveniente de Bohemia, en donde durante generaciones ocuparon el cargo de alcalde de Budweis. El padre de Maximilian, Joseph se estableció como abogado en Carintia y adquirió el castillo de Krastowitz en Klagenfurt, donde su hijo nació en 1829. Maximilian Daublebsky von Sterneck fue educado para ser oficial de la entonces armada austriaca, y alcanzó el rango de capitán de corbeta (Korvettenkapitän) en 1859. Fue ascendido a capitán de fragata (Fregattenkapitän) en 1864 y más tarde fue designado para comandar el buque insignia Erzherzog Ferdinand Max por el contralmirante (Konteradmiral) Wilhelm von Tegetthoff.
En la Batalla de Lissa (20 de julio de 1866), Daublebsky von Sterneck tuvo éxito en embestir al buque italiano Re d'Italia, el cual sufrió un agujero y se hundió. Por sus servicios durante la batalla, le otorgaron la Orden Militar de María Teresa. En una pintura de Anton Romako de 1880 , Daublebsky aparece al lado de Tegetthoff en el puente durante el ataque de embestida (Rammstosstaktik).

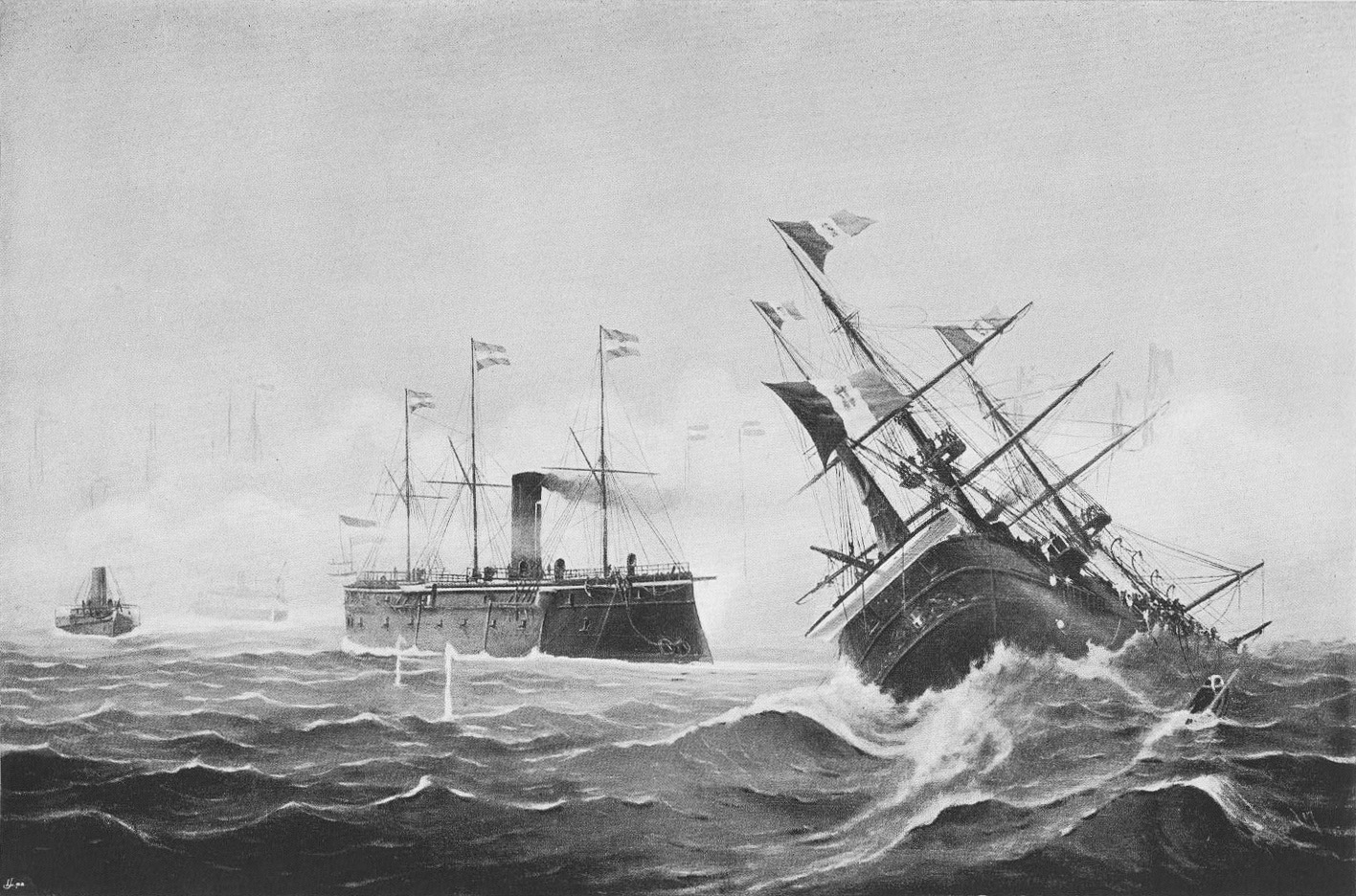
El buque insignia italiano Re d'Italia se hunde después de la embestida del buque SMS Erzherzog Ferdinand Max.

La creación de la Monarquía dual en 1867 estuvo acompañada por la reorganización del servicio naval dando paso a la armada austrohúngara. Daublebsky von Sterneck fue nombrado comandante militar del puerto de Pola en 1869 con el rango de capitán de navío (Linienschiffskapitän). Fue promovido a Kontradmiral en 1872 y participó en la expedición al polo norte en 1872-1874 de Julius von Payer y Karl Weyprecht como comandante del Isbjörn. Fue en esta expedición en la cual se descubrió la Tierra de Francisco José, llamada así en nombre del emperador austriaco, en 1873.
Daublebsky von Sterneck fue nombrado para suceder a Friedrich von Pöck como Marinekommandant (Comandante de la Marina) y Chef der Marinesektion (Jefe de la Sección Naval del Ministerio de Guerra) en noviembre de 1883 con el rango de Vizeadmiral. Sus esfuerzos por modernizar la armada se vieron paralizados por la interminable fricción política entre las mitades austriaca y húngara del imperio. 

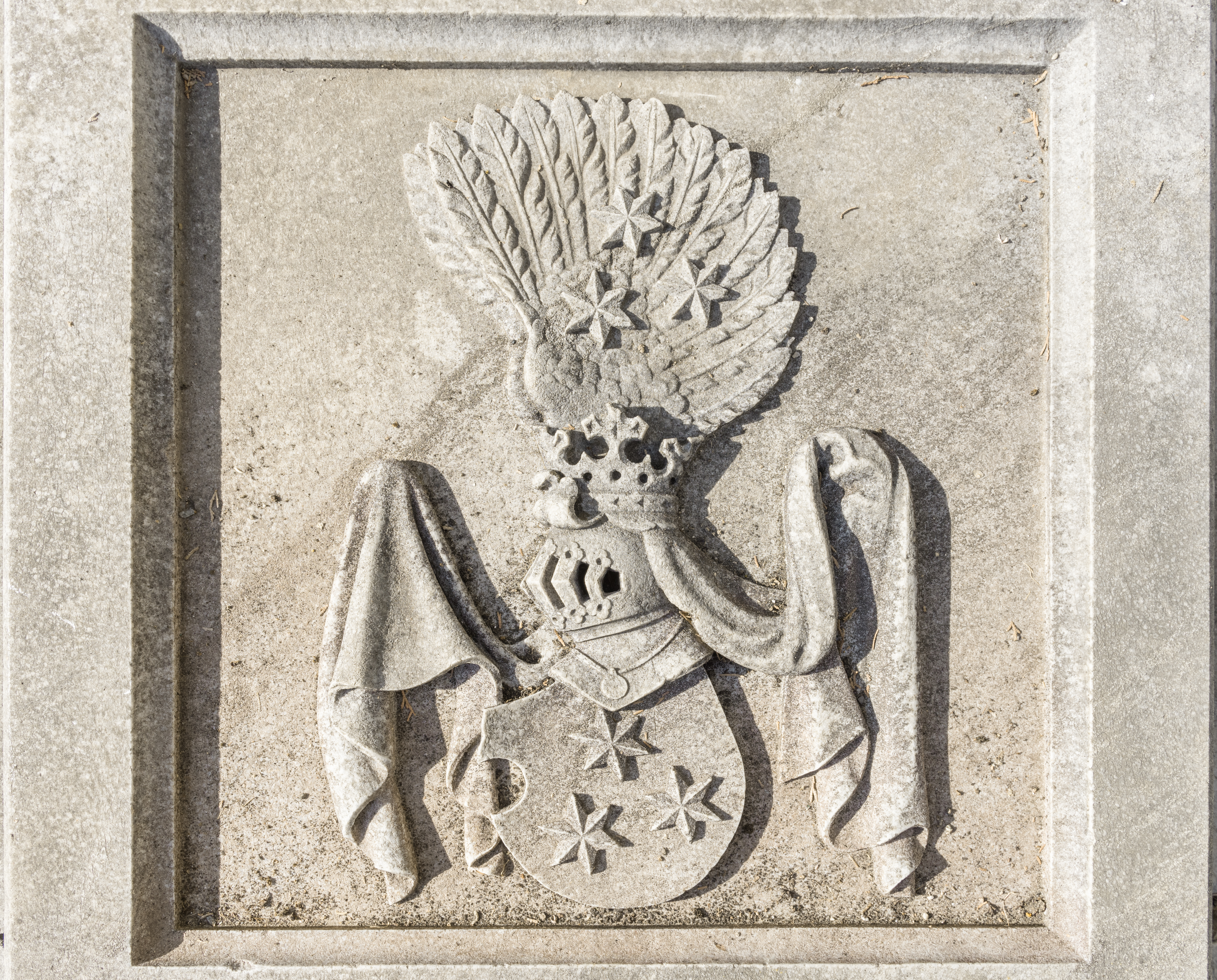
Escudo de armas de la familia von Sterneck.

Promovido a almirante en 1888, Daublebsky von Sterneck perseveró en sus esfuerzos por modernizar la flota austrohúngara hasta su muerte en Viena en 1897. Inició la construcción entre 1891 y 1898 del edificio naval católico de la Iglesia de Nuestra Señora del Mar (Italiano: Madonna del Mare / Alemán: kuk Marinekirche Unserer Lieben Frau vom Meer / Croata: Gospe od Mora) en el barrio San Policarpo de Pola. Su cuerpo fue enterrado en esa iglesia, a la que Daublebsky von Sterneck había dedicado mucho esfuerzo. Su corazón, sin embargo, fue colocado en la cripta de la familia en el castillo de Krastowitz. Daublebsky von Sterneck fue sucedido como jefe de la marina por Hermann von Spaun.
De una relación extramarital con Amalie Pabst nacida Freiin Matz von Spiegelfeld tuvo un hijo, Maximilian Daublebsky von Eichhain (1865-1939), que se convirtió en vicealmirante de la armada austrohúngara y se casó con Elisabeth Freiin von Minutillo, hija del almirante Franz Freiherr von Minutillo (1840-1916).